# روبرت تود (مخرج)
روبرت تود (بالإنجليزية: Robert Todd)‏ هو مدرس ومخرج أمريكي، ولد في 1963، وتوفي في 2018.

## روابط خارجية
- روبرت تود على موقع IMDb (الإنجليزية)